# Zaudín Alto
Zaudín Alto es el nombre histórico de una alquería, que junto con Zaudín Bajo, formaba un núcleo poblacional en la Edad Media, y que con el tiempo se convirtió en hacienda olivarera, situada en el término municipal de Tomares (Sevilla). Actualmente su edificio es el la sede social del Club Zaudin Golf Sevilla.

## Historia

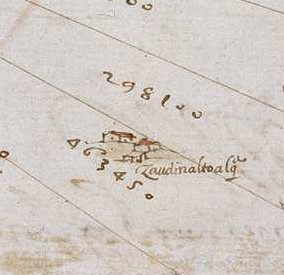
Imagen de la aldea de Zaudín Alto en el mapa de Obando de 1628

De hábitat antiguo, fue villa romana. Se  han hallado restos arqueológicos de aquella época. Continuó poblada durante la dominación musulmana. 
Tras la conquista de Sevilla por Fernando III, su hijo Alfonso X, dona al consejo de Sevilla, entre otras, la alquería de su nombre
A lo largo de la Edad Media, continuó siendo una pequeña población, que formaba parte de la Mitación de San Juan, perteneciente a la Villa de Tomares.
Figura como alquería en el plano realizado en 1628 a instancias del Conde-Duque de Olivares.
Tras el descubrimiento de América, la explotación agrícola se dirige al comercio de aceite de oliva. La familia Becquer, de origen flamenco, exportadores de lana por el puerto de Sevilla, adquieren la propiedad del caserío en el siglo XVII. En 1622, Miguel Becquer, fundó el Mayorazgo de la familia en el que entre otras propiedades figuraba  Zaudín Alto. Los sucesores de esta familia, que dejaron de dedicarse al comercio a finales del siglo XVII, no supieron cómo administrar los bienes y terminaron casi arruinados, aunque el mayorazgo, y por lo tanto Zaudín Alto, perduró en la familia hasta mediados del siglo XIX. Entre los miembros de la familia se encuentra el poeta romántico, Gustavo Adolfo Bécquer
Con la desvinculación de los mayorazgos en 1841, la familia se deshace de sus bienes, y tras diversas vicisitudes, pasa a la familia Ruiz-Giménez, entre cuyos miembros hay que destacar a Joaquín Ruiz Jiménez, ministro de Instrucción Pública y Bellas Artes, y ministro de la Fomento y de Gobernación durante el reinado de Alfonso XIII, y a su hijo Joaquín Ruiz-Giménez Cortés, Ministro de Educación Nacional en 1951, participó en la creación de Plataforma de Convergencia Democrática, y primer Defensor del Pueblo de la España democrática.

## La hacienda olivarera

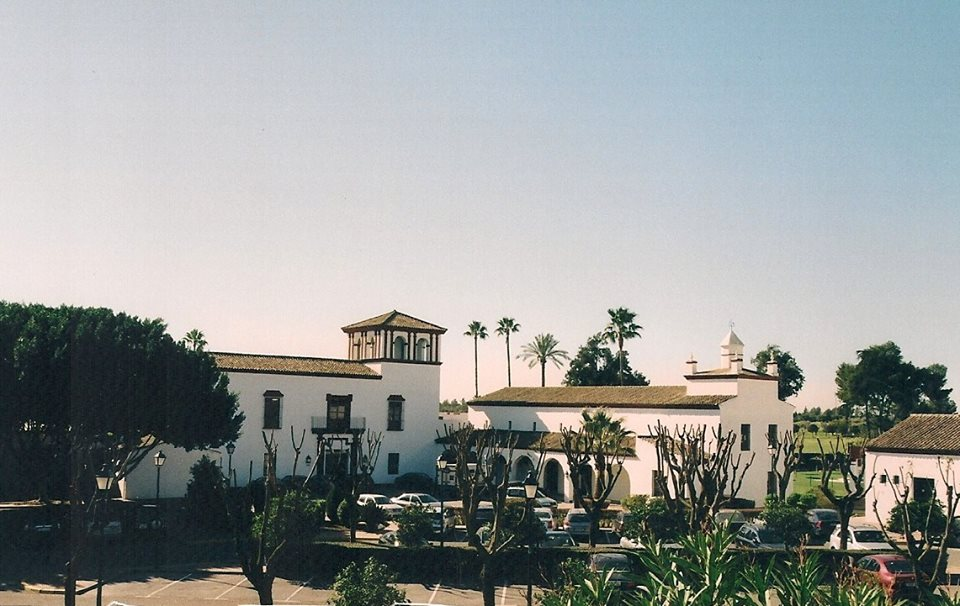
Estado actual del edificio social Club Zaudin Golf

Antes de su transformación en la situación actual, el señorío, que se usaba como vivienda familiar del propietario en verano y época de recolección, se ubicaba en el ala de mejor orientación y de más difícil acceso, destacando su portada refinada y los adornos barrocos al gusto del siglo XVIII, así como la presencia dominadora de la esbelta torre contrapeso rematado con mirador clásico con cubierta a cuatro aguas sobre arcos simétricos que descansan en pilastras.
Las naves laterales estaban ocupadas por el lagar y la almazara. La vida se organizaba en torno a un patio cuadrado con pozo central y arquerías de medio punto de blanca arquitectura con detalles en almagra.

## Situación actual
Se encuentra situada cerca del antiguo cordel que comunicaba Sevilla con Aznalcázar. Es la sede social del Club Zaudín Golf Sevilla. El señorío del siglo XVIII, se ha convertido en bar, cafetería, restaurante, salón de celebraciones, salón de juegos de mesas y gimnasio. 